# Communauté de communes Pays des Sorgues Monts de Vaucluse
La communauté de communes du Pays des Sorgues et des Monts de Vaucluse est une communauté de communes française, située dans le département de Vaucluse et la région Provence-Alpes-Côte d'Azur.

## Histoire
La communauté de communes est créée par arrêté préfectoral le 28 décembre 2001. Son siège social est fixé à l'Isle-sur-la-Sorgue.

## Composition
La communauté de communes est composée des 5 communes suivantes :

| Nom                          | Code Insee | Gentilé      | Superficie (km2) | Population (dernière pop. légale) | Densité (hab./km2) |
| ---------------------------- | ---------- | ------------ | ---------------- | --------------------------------- | ------------------ |
| L'Isle-sur-la-Sorgue (siège) | 84054      | Islois       | 44,57            | 20 315 (2022)                     | 456                |
| Châteauneuf-de-Gadagne       | 84036      | Castelnovins | 13,48            | 3 495 (2022)                      | 259                |
| Fontaine-de-Vaucluse         | 84139      | Vauclusiens  | 7,14             | 576 (2022)                        | 81                 |
| Saumane-de-Vaucluse          | 84124      | Saumanais    | 20,81            | 890 (2022)                        | 43                 |
| Le Thor                      | 84132      | Thorois      | 35,53            | 8 887 (2022)                      | 250                |

## Démographie
| 1968   | 1975   | 1982   | 1990   | 1999   | 2006   | 2011   | 2016   | 2022   |
| ------ | ------ | ------ | ------ | ------ | ------ | ------ | ------ | ------ |
| 15 597 | 18 164 | 20 957 | 25 348 | 27 722 | 30 278 | 32 296 | 33 238 | 34 163 |

## Administration

### Conseillers
Le conseil communautaire de la communauté de communes se compose de 43 conseillers pour la mandature 2020-2026, répartis comme suit :
| Nombre de conseillers | Communes               |
| --------------------- | ---------------------- |
| 21                    | L'Isle-sur-la-Sorgue   |
| 14                    | Le Thor                |
| 5                     | Châteauneuf-de-Gadagne |
| 2                     | Saumane-de-Vaucluse    |
| 1                     | Fontaine-de-Vaucluse   |

## Compétences
- Collecte et traitement des déchets des ménages et déchets assimilés
- Le développement économique et agricole
- Assainissement collectif et non collectif
- Protection et mise en valeur de l'environnement
- La gestion des biens environnementaux
- Petite enfance
- Aménagement de l'espace
- La voirie communautaire
- Les aires d’accueil des gens du voyage
- Tourisme
- Schéma de cohérence territoriale (SCOT)
- Création et réalisation de zone d'aménagement concerté (ZAC)

## Autres adhésions
- Syndicat mixte pour la valorisation des déchets du pays d'Avignon
- Syndicat mixte intercommunautaire pour l'étude, la construction et l'exploitation d'unités de traitement des ordures ménagères de la région de Cavaillon (SIECEUTOM)
- Syndicat mixte de défense et de valorisation forestière (SMDVF)
- Syndicat mixte aménagement, gestion, entretien du canal de Vaucluse
- Syndicat mixte pour la restauration, la gestion, l'usage et l'entretien des Sorgues (S.O.R.G.U.E.S)
- Syndicat mixte charge du schéma de cohérence territoriale de la région de Cavaillon

### Sources
- Le splaf - (Site sur la Population et les Limites Administratives de la France)
- La base aspic du Vaucluse - (Accès des Services Publics aux Informations sur les Collectivités)
- paysdessorgues.fr - Mieux connaitre votre interco (Hors-série 2020)